# Université fédérale de Bahia
L'université fédérale de Bahia (en portugais : Universidade Federal da Bahia) est une université publique située à Salvador au Brésil. Il s'agit de la plus importante université de l'État de Bahia.
Le président Jair Bolsonaro décide en 2019 de réduire de 30 % les subventions annuelles de l'université. Le gouvernement affirme vouloir de cette façon contrer « l'infiltration marxiste ».

## Écoles
- Escola de Administração
- Escola de Agronomia
- Escola de Belas Artes
- Escola de Dança
- Escola de Enfermagem
- Escola de Medicina Veterinária
- Escola de Música
- Escola de Nutrição
- Escola Politécnica
- Escola de Teatro
- Faculdade de Arquitetura e Urbanismo
- Faculdade de Comunicação
- Faculdade de Ciências Contabéis
- Faculdade de Ciências Econômicas
- Faculdade de Direito
- Faculdade de Educação
- Faculdade de Farmácia
- Faculdade de Filosofia e Ciências Humanas
- Faculdade de Medicina
- Faculdade de Odontologia
- Instituto de Biologia
- Instituto de Ciência da Informação
- Instituto de Ciências da Saúde
- Instituto de Física
- Instituto de Geociências
- Instituto de Humanidades, Artes e Ciências
- Instituto de Letras
- Instituto de Matemática
- Instituto de Química
- Instituto de Saúde Coletiva

## Anciens étudiants notables
- Olívia Santana, femme politique.
- Gilberto Gil, chanteur et compositeur.
- Wagner Moura, acteur et réalisateur.
- Caetano Veloso, chanteur et compositeur.
- Carlos Marighella, politicien.
- Milton Santos, géographe.
- Maria Bethânia, chanteuse.
- Val Souza, artiste visuelle.